# Kyzyl-Tach
Kyzyl-Tach (en altaï méridional : Кызы́л-Таш, en russe : Кызыл-Таш) est un village du raïon de Koch-Agatch dans la république de l'Altaï en Russie. Il fait partie avec le village voisin de Kouraï de l'établissement rural de Kouraï. Sa population s'élevait à 869 habitants au recensement de 2021.

## Géographie
Le village de Kyzyl-Tach se situe dans la république de l'Altaï, une république de Sibérie méridionale, en Russie. Il fait partie du district fédéral sibérien, et le village se trouve à 240 km au sud-est de Gorno-Altaïsk, la capitale de la république et à 530 km au sud-est de Novossibirsk, la capitale du district. Le village fait partie du raïon de Koch-Agatch, le plus méridional des raïons de la république, qui compte 16, localités avec Koch-Agatch comme centre administratif, à 57 km au sud-est. Le village se trouve avec le village voisin de Kouraï dans l'établissement rural de Kouraï.
Kyzyl-Tach, comme toute la république de l'Altaï, est située dans le fuseau horaire MSK+4 (heure de Krasnoïarsk). Le décalage horaire appliqué par rapport au temps universel coordonné est +07:00.
Le village et celui voisin de Kouraï sont les deux seuls villages de la steppe de Kouraï.

## Démographie
Recensements (*) et estimations de la population,,:
| 2002* | 2010* | 2012 | 2013 |
| ----- | ----- | ---- | ---- |
| 849   | 766   | 772  | 782  |

| 2014 | 2015 | 2016 | 2021* |
| ---- | ---- | ---- | ----- |
| 787  | 764  | 785  | 869   |

En 2002, sur les 849 habitants, il y avait 89 % d'Altaïens dans le village.